# MTBO

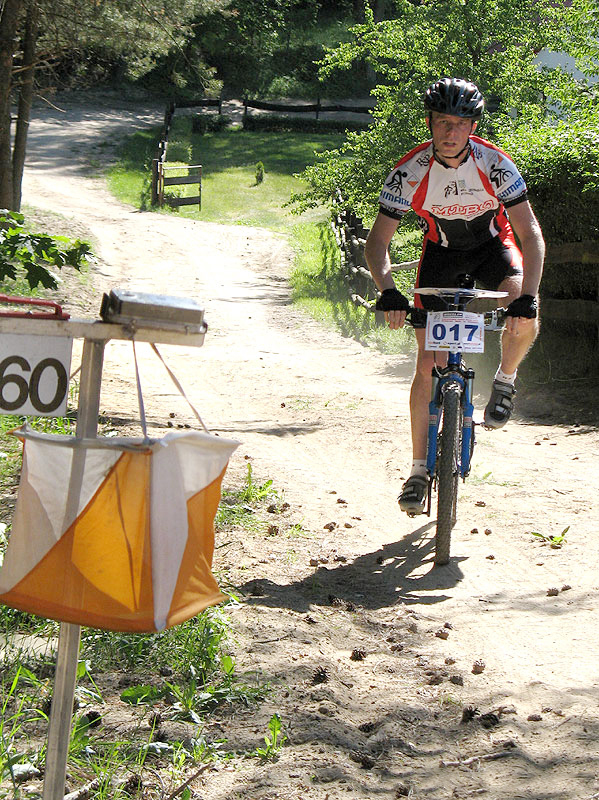
závodník MTBO

MTBO, plným názvem Mountain bike orienteering neboli orientační závod na horském kole, je sport, jehož podstatou je spojení jízdy na horském kole s orientací v neznámém terénu. Závodníci při něm na horském kole za pomoci mapy a buzoly absolvují trať v terénu určenou startem, kontrolami a cílem. Závodník se během svého výkonu pohybuje po cestách a stezkách terénem, jízda mimo ně je zakázána, není-li pořadatelem určeno jinak. Cílem výkonu je absolvování závodní tratě v minimálním čase, přičemž rozhodujícím prvkem pro jeho dosažení by měly být orientační schopnosti závodníka. MTBO vzniklo z orientačního běhu.
Zkratka názvu disciplíny (MTBO) pochází z anglického názvu Mountain Bike (horské kolo) Orienteering (orientační závod), používaného v ostatních zemích, který konkretizuje záměr disciplíny absolvovat trasu závodu na horském kole.

## Historie českého MTBO
Počátky MTBO jsou logicky spojeny se zahájením sériové výroby horských kol v osmdesátých letech 20. století, ačkoliv již dříve existovala určitá obdoba tohoto závodu na tehdy běžných kolech (turistických či silničních).
V roce 1990 se začaly objevovat první zdokumentované závody MTBO i u nás. Následuje obrovský rozmach této disciplíny, který v roce 1993 vyústil v první neoficiální mistrovství republiky (sprint i klasickou trať vyhrál Jaroslav Rygl – určitě největší osobnost z počátků historie českého MTBO).
Koncem srpna 2013 se stal novoborský závodník Kryštof Bogar mistrem světa. Mistrovství se konalo v Estonsku.

## Český pohár MTBO
V roce 1994 vznikl Český Pohár MTBO, který v obdobné podobě existuje dodnes. Na rok 2013 je vypsán seriál 20 závodů, z nichž některé jsou započítány do Mistrovství republiky. Závodů se zúčastňuje 300 - 400 závodníků v různých výkonnostních a věkových kategoriích, často i ze zahraničí. Dva závody budou koncem září 2013 v Zákupech.

## Typy závodů
Závody MTBO se dělí podle různých hledisek:
podle soutěžícího subjektu
- závod jednotlivců (soutěží jednotlivci nezávisle na sobě)
- závod štafet (soutěží dva nebo více jednotlivců společně)

podle délky tratí
- Dlouhá trať (ultra long)
- Klasická trať (long)
- Krátká trať (middle)
- Sprint
- Ostatní závody

podle časového pořadu
- Závod jednorázový (výkon závodníka probíhá v jednom souvislém časovém intervalu)
- Závod etapový (skládající se z několika etap následujících po sobě v kratším časovém období)

podle pořadí, ve kterém jsou absolvovány kontroly
- Závod s pevným pořadím kontrol (pořadí absolvování kontrol je dáno pořadatelem)
- Závod s volným pořadím kontrol (závodník si volí pořadí absolvování kontrol sám)
- Kombinovaný závod

## Vybavení závodníka
- Mapa: Mapa je poskytována pořadatelem.
- Kompas/Buzola: Kompas je většinou připevněn na ruce závodníka nebo na mapníku.
- Mapník: Mapník (držák na mapu) se většinou přidělává na řídítka tak, aby bylo do mapy možné nahlížet při plné rychlosti bez nutnosti zastavení.
- Helma: Cyklistická helma je povinnou součástí vybavení každého závodníka.
- Horské kolo: Závodníci používají téměř výhradně horská kola. Z bezpečnostních důvodů by měl stav kola vždy zkontrolovat organizátor před startem závodu.
- Nářadí: Závodníci mohou s sebou vozit jakékoliv nářadí k opravě kola či výměně duší.